# Parque Nacional Marinho dos Abrolhos
O Parque Nacional Marinho de Abrolhos é um parque nacional do Brasil que está localizado no sul do litoral do estado da Bahia, no arquipélago de Abrolhos, entre as coordenadas geográficas 17º25’ a 18º09’ S e 38º33’ a 39º05’ W. Foi o primeiro parque do Brasil a receber o título de "Parque Nacional Marinho", através do decreto n° 88.218, de 6 de abril de 1983. É administrado pelo Instituto Chico Mendes de Conservação da Biodiversidade (ICMBio). O parque é de importância vital no ecossistema brasileiro, já que abriga a maior biodiversidade marinha de todo o Oceano Atlântico Sul.
Nessa região, acontece a famosa temporada das baleias jubarte, que escolhem as águas quentes do mar baiano para reprodução e amamentação dos filhotes, e propiciam a prática do whale watching ou turismo de observação de baleias, sendo um importante destino turístico do tipo no mundo. É considerado o maior berçário reprodutivo da espécie em todo o Atlântico Sul Ocidental. Um pequeno número de baleia-franca-austral também começaram a voltar para Abrolhos depois de muitos anos de perigo.